# June Clayworth
Esther June Cantor, meglio nota come June Clayworth (New Jersey, 9 giugno 1912 – Calabasas, 1º gennaio 1993), è stata un'attrice statunitense.
Era sposata con il produttore Sid Rogell.

## Biografia
Figlia di David Cantor, June Clayworth nacque nel New Jersey ma crebbe a Wilkes-Barre, in Pennsylvania. Si laureò alla Coughlin High School e studiò all'Emerson College of Oratory di Boston.
Fu eletta Miss Wilkes-Barre e rappresentò la città nel concorso di Miss America del 1927.
Acquisì esperienza nella recitazione in teatro, lavorò presso la Thatcher Stock Company di Scranton, in Pennsylvania, e fu la protagonista della troupe di Hudson Players a Scarboro, New York. Il suo debutto a Broadway avvenne in Torch Song (1930), cui seguì Page Pygmalion (1932).
Firmò il suo primo contratto cinematografico con la Warner Bros., debuttando nel film Le vie della fortuna (1935). Successivamente lavorò per gli studi Universal e Columbia.
Morì a Woodland Hills, in California, il 1º gennaio 1993.

## Filmografia

### Cinema
- Strange Wives, regia di Richard Thorpe (1934)
- Le vie della fortuna (The Good Fairy), regia di William Wyler (1935)
- Transient Lady, regia di Edward Buzzell (1935)
- Lady Tubbs, regia di Alan Crosland (1935)
- Two-Fisted Gentleman, regia di Gordon Wiles (1936)
- Married Before Breakfast, regia di Edwin L. Marin (1937)
- Fra due donne (Between Two Women), regia di George B. Seitz (1937)
- Vivi, ama e impara (Live, Love and Learn), regia di George Fitzmaurice (1937)
- Almost a Gentleman, regia di Leslie Goodwins (1939)
- The Truth About Murder, regia di Lew Landers (1946)
- Criminal Court, regia di Robert Wise (1946)
- Beat the Band, regia di John H. Auer (1947)
- Dick Tracy e il gas misterioso (Dick Tracy Meets Gruesome), regia di John Rawlins (1947)
- Squadra mobile 61 (Bodyguard), regia di Richard Fleischer (1948)
- La torre bianca (The White Tower), regia di Ted Tetzlaff (1950)
- I figli dei moschettieri (At Sword's Point), regia di Lewis Allen (1952)
- La sposa sognata (Dream Wife), regia di Sidney Sheldon (1953)
- The Rocket Man, regia di Oscar Rudolph (1954)
- Carosello matrimoniale (The Marriage-Go-Round), regia di Walter Lang (1961)

### Televisione
- Front Page Detective – serie TV, episodio 1x36 (1951)
- City Detective – serie TV, episodio 1x12 (1953)
- Carovane verso il West (Wagon Train) – serie TV, episodio 2x04 (1958)
- Perry Mason – serie TV, episodio 2x16 (1959)
- How to Marry a Millionaire – serie TV, episodio 2x12 (1959)